# Depi Evratesil 2018
La seconda edizione di Depi Evratesil (in armeno Դեպի Եվրատեսիլ?) si è svolta dal 19 al 25 febbraio 2018 e ha selezionato il rappresentante dell'Armenia all'Eurovision Song Contest 2018.
Il vincitore è stato Sevak Khanagyan con il brano Qami.

## Organizzazione
Hayastani Hanrayin Herrustaynkerut’yun (ARMTV), l'emittente televisiva pubblica dell'Armenia, ha annunciato la sua partecipazione alla sessantaquattresima edizione dell'Eurovision Song Contest il 27 ottobre 2017, rivelando inoltre che il Depi Evratesil sarebbe stato usato nuovamente come metodo di selezione nazionale.
Questa volta il concorso si sarebbe tenuto in due semifinali e una finale, dove hanno potuto votare sia il pubblico (tramite televoto) sia tre giurie distinte di esperti.

### Giuria
La giuria internazionale della prima semifinale è stata composta da:
- Evī Papamichaīl, capo delegazione di Cipro all'Eurovision Song Contest;
- Mart Normet, produttore televisivo;
- Tali Eshkoli, capo delegazione di Israele all'Eurovision Song Contest;
- Zita Kaminska, direttore televisivo;
- Mateusz Grzesinski, capo delegazione della Polonia all'Eurovision Song Contest;
- Sacha Jean-Baptiste, direttore artistico del Melodifestivalen.

La giuria internazionale della seconda semifinale è stata composta da:
- Vol'ha Salamacha, produttrice televisiva;
- Molly Plank, produttrice esecutiva;
- Natia Mshvenieradze, international project management;
- Felix Bergsson, presentatore televisivo e radiofonico;
- Gordon Bonello, produttore televisivo e direttore creativo;
- Jan Bors, capo delegazione della Repubblica Ceca all'Eurovision Song Contest.

La giuria internazionale della finale è stata composta da:
- Vol'ha Salamacha, produttrice televisiva;
- Mart Normet, produttore televisivo;
- Edoardo Grassi, capo delegazione della Francia all'Eurovision Song Contest;
- Natia Mshvenieradze, international project management;
- Nicola Caligiore, capo delegazione dell'Italia all'Eurovision Song Contest;
- Gordon Bonello, produttore televisivo e direttore creativo;
- Ovidiu Cernăuțeanu, rappresentante della Romania all'Eurovision Song Contest 2010 e 2014;
- Christer Björkman, capo delegazione della Svezia all'Eurovision Song Contest;
- Sacha Jean-Baptiste, direttore artistico del Melodifestivalen.

## Partecipanti
Le canzoni e i relativi artisti partecipanti sono stati rivelati il 27 dicembre 2017.
| Artista           | Titolo                    | Lingua          | Compositori |
| ----------------- | ------------------------- | --------------- | --- |
| AlternatiV        | Stare at Me               | Inglese         | Sargis Burnazyan                                                                                               |
| Amaliya Margaryan | Waiting for the Sun       | Inglese         | Vahram Yanikyan, Amaliya Margaryan                                                                             |
| Arman Mesropyan   | What You Hide             | Inglese         | Vahram Yanikyan                                                                                                |
| Asmik Shiroyan    | You & I                   | Inglese         | HAJ, Neil Ormandy, Marli Harwood                                                                               |
| Gata Band         | Shogha                    | Armeno          | Andranik Manukyan                                                                                              |
| Gevorg Harutyunan | Stand Up                  | Inglese         | Astghik Grigoryan, Gevorg Harutyunyan, Liana Aramyan                                                           |
| Hayk Kasparov     | Enamórame                 | Spagnolo        | Rafael Artesero Herrero, Jose Juan Santana Rodriguez                                                           |
| Kamil Show        | Puerto Rico               | Spagnolo        | Vahram Petrosyan, Arthur Abgar                                                                                 |
| Lusine Mardanyan  | If You Don't Walk Me Home | Inglese         | Lusine Mardanyan, Gagach Derkhorenyan                                                                          |
| Maria's Secret    | Escape                    | Inglese         | Jorj Tonoyan                                                                                                   |
| Mariam Petrosyan  | Fade                      | Inglese         | Mariam Petrosyan                                                                                               |
| Mger Armenia      | Forever                   | Inglese         | Arsen Barsamyan, Arshavir Stepanyan                                                                            |
| Nemra             | I'm a Liar                | Inglese         | Van Yeghiazaryan                                                                                               |
| Robert Koloyan    | Get Away With Us          | Inglese         | Robert Koloyan, Arthur Armeni Mnatsakanyan, Grigor Kyokchyan                                                   |
| Sevak Khanagyan   | Qami                      | Armeno          | Sevak Khanagyan, Anna Danielyan, Viktorya Maloyan                                                              |
| Suren Poghosyan   | The Voice                 | Inglese         | Georgios Kalpakidis, Natasha Turner, Jonas Gladnikoff                                                          |
| Tamar Kaprelian   | Poison (Ari Ari)          | Inglese, armeno | Tamar Kaprelian, Sebu Simonian, Harutyun Der-Hovagimian, Ovsanna Khublaryan, Yana Karapetyan, Sanahin Papazian |
| TyoM              | Follow the Ocean          | Inglese         | Gevorg Gevorgyan, Inna Mkrtchyan                                                                               |
| Zhanna Davtyan    | Unbreakable               | Inglese         | Nikolayn Egibyan, Zhanna Davtyan                                                                               |

## Semifinali

### Prima semifinale
La prima semifinale si è tenuta il 19 febbraio 2018 presso il centro televisivo ARMTV di Erevan. Ad accedere alla finale sono stati Gevorg Harutyunyan, Lusine Mardanyan, Mger Armenia, i Nemra e Robert Koloyan.
| #  | Artista            | Titolo                    | Punteggio | Punteggio | Punteggio | Punteggio | Punteggio | Posizione |
| #  | Artista            | Titolo                    | Giuria    | Giuria    | Televoto  | Televoto  | Totale    | Posizione |
| -- | ------------------ | ------------------------- | --------- | --------- | --------- | --------- | --------- | --------- |
| 1  | Gevorg Harutyunyan | Stand Up                  | 31        | 6         | 2 261     | 12        | 18        | 2         |
| 2  | Angel              | Heartbeat                 | 22        | 1         | 54        | 1         | 2         | 10        |
| 3  | Lusine Mardanyan   | If You Don't Walk Me Home | 44        | 10        | 313       | 3         | 13        | 4         |
| 4  | Zhanna Davtyan     | Unbreakable               | 31        | 7         | 259       | 2         | 9         | 8         |
| 5  | Mger Armenia       | Forever                   | 28        | 4         | 1 898     | 8         | 12        | 5         |
| 6  | Nemra              | I'm a Liar                | 66        | 12        | 2 125     | 10        | 22        | 1         |
| 7  | Hayk Kasparov      | Enamórame                 | 27        | 3         | 361       | 4         | 7         | 9         |
| 8  | Tamar Kaprelian    | Poison (Ari Ari)          | 31        | 5         | 543       | 5         | 10        | 6         |
| 9  | Robert Koloyan     | Get Away With Us          | 42        | 8         | 789       | 6         | 14        | 3         |
| 10 | Gata Band          | Shogha                    | 26        | 2         | 1 512     | 7         | 9         | 7         |

### Seconda semifinale
La seconda semifinale si è tenuta il 22 febbraio 2018 presso il centro televisivo ARMTV di Erevan. Ad accedere alla finale sono stati Kamil Show, Amaliya Margaryan, Sevak Khanagyan, Mariam Petrosyan ed Asmik Shiroyan
| #  | Artista           | Titolo              | Punteggio | Punteggio | Punteggio | Punteggio | Punteggio | Posizione |
| #  | Artista           | Titolo              | Giuria    | Giuria    | Televoto  | Televoto  | Totale    | Posizione |
| -- | ----------------- | ------------------- | --------- | --------- | --------- | --------- | --------- | --------- |
| 1  | Maria's Secret    | Escape              | 30        | 5         | 237       | 3         | 8         | 7         |
| 2  | Arman Mesropyan   | What You Hide       | 19        | 2         | 301       | 4         | 6         | 9         |
| 3  | Kamil Show        | Puerto Rico         | 15        | 1         | 1 917     | 10        | 11        | 5         |
| 4  | Suren Poghosyan   | The Voice           | 27        | 4         | 202       | 2         | 6         | 10        |
| 5  | Amaliya Margaryan | Waiting for the Sun | 56        | 10        | 1 913     | 8         | 18        | 2         |
| 6  | AlternatiV        | Stare at Me         | 42        | 7         | 172       | 1         | 8         | 8         |
| 7  | TyoM              | Follow the Ocean    | 27        | 3         | 336       | 5         | 8         | 6         |
| 8  | Sevak Khanagyan   | Qami                | 59        | 12        | 4 146     | 12        | 24        | 1         |
| 9  | Mariam Petrosyan  | Fade                | 34        | 6         | 898       | 7         | 13        | 4         |
| 10 | Asmik Shiroyan    | You and I           | 42        | 8         | 740       | 6         | 14        | 3         |

## Finale
La finale si è tenuta il 25 febbraio 2018 presso il centro televisivo ARMTV di Erevan e ha visto competere i 10 concorrenti selezionati dalle semifinali semifinali.
Sevak Khanagyan è stato proclamato vincitore trionfando sia nel voto della giuria che nel televoto.
| #  | Artista            | Titolo                    | Punteggio | Punteggio | Punteggio | Punteggio | Punteggio | Posizione |
| #  | Artista            | Titolo                    | Giuria    | Giuria    | Televoto  | Televoto  | Totale    | Posizione |
| -- | ------------------ | ------------------------- | --------- | --------- | --------- | --------- | --------- | --------- |
| 1  | Sevak Khanagyan    | Qami                      | 84        | 12        | 11 391    | 12        | 24        | 1         |
| 2  | Gevorg Harutyunyan | Stand Up                  | 40        | 3         | 2 849     | 5         | 8         | 7         |
| 3  | Lusine Mardanyan   | If You Don't Walk Me Home | 54        | 7         | 343       | 1         | 8         | 8         |
| 4  | Kamil Show         | Puerto Rico               | 35        | 2         | 5 961     | 10        | 12        | 4         |
| 5  | Amaliya Margaryan  | Waiting for the Sun       | 64        | 8         | 3 507     | 7         | 15        | 3         |
| 6  | Nemra              | I'm a Liar                | 75        | 10        | 5 815     | 8         | 18        | 2         |
| 7  | Mariam Petrosyan   | Fade                      | 47        | 5         | 1 445     | 4         | 9         | 5         |
| 8  | Mger Armenia       | Forever                   | 31        | 1         | 3 364     | 6         | 7         | 9         |
| 9  | Robert Koloyan     | Get Away With Us          | 41        | 4         | 872       | 2         | 6         | 10        |
| 10 | Asmik Shiroyan     | You and I                 | 51        | 6         | 1 229     | 3         | 9         | 6         |

## All'Eurovision
Sevak Khanagyan si è esibito 16º nella prima semifinale con Qami, classificandosi 15º con 79 punti e non accedendo alla finale.